# Salzburger Sportwelt
Salzburger Sportwelt is een gebied in de Oostenrijkse regio Salzburg. Het gebied is een van de grootste skigebieden in Oostenrijk. Het gebied kent een aantal bekende skidorpen Altenmarkt, Zauchensee, Eben im Pongau, Filzmoos, Flachau, Kleinarl, Radstadt, St. Johann im Pongau, Flachauwinkl en Wagrain.
- Afstand tot Utrecht: 955 km
- Hoogte skigebied: 850 - 2188 m
- 172 afdalingen
- Totale lengte pistes: 350 km
- Totale lengte blauwe pisten: 120 km
- Totale lengte rode pisten: 190 km
- Totale lengte zwarte pisten: 40 km
- Langlaufloipes: 220 km
- 34.000 gastenbedden

Salzburger Sportwelt maakt deel uit van het skiverbond Ski Amade. Tezamen met de 5 skigebieden Schladming, Dachstein-Tauern, Gasteinertal, Hochkönig's Winterreich en Grossarltal.
Het landschap in Salzburger Sportwelt maakt het gebied ook in de zomer erg populair bij actieve toeristen. Men kan wandelen, bergtochten maken, fietsen en mountainbiken.